# Valdivia (stad)
Valdivia is een regiohoofdstad en gemeente in de Chileense provincie Valdivia in de regio Los Ríos. Valdivia telde 166.080 inwoners in 2017.
De stad is de zetel van het rooms-katholieke bisdom Valdivia.

## Geschiedenis.
Valdivia is gesticht door Pedro de Valdivia. In 1642 vertrok Hendrik Brouwer in opdracht van de WIC met een vloot naar Zuid-Amerika, om de haalbaarheid van een vestiging aan de westkust van Zuid-Amerika te onderzoeken. Hij veroverde Valdivia en het eiland Chiloé, maar overleed in 1643 in Chili waarna de kolonie weer in Spaanse handen kwam.
Op 22 mei 1960 vond nabij Valdivia de zwaarst gemeten aardbeving ooit plaats; 9,5 op de schaal van Richter. Er vielen duizenden doden en de kustgebieden van Japan, Hawaï en de Filipijnen kregen te maken met verschillende grote tsunami's.

## Sport
Valdivia is de thuisbasis van de Chileense voetbalclub Club Deportes Valdivia, bijgenaamd El Torreon. De club speelt zijn thuiswedstrijden in het Estadio Municipal, dat een capaciteit heeft van 5.500 toeschouwers.

## Stedenbanden
- Neuquén (Argentinië)

## Geboren
- Gustavo Moscoso (1955), voetballer
- Pedro González (1967), voetballer

## Galerij

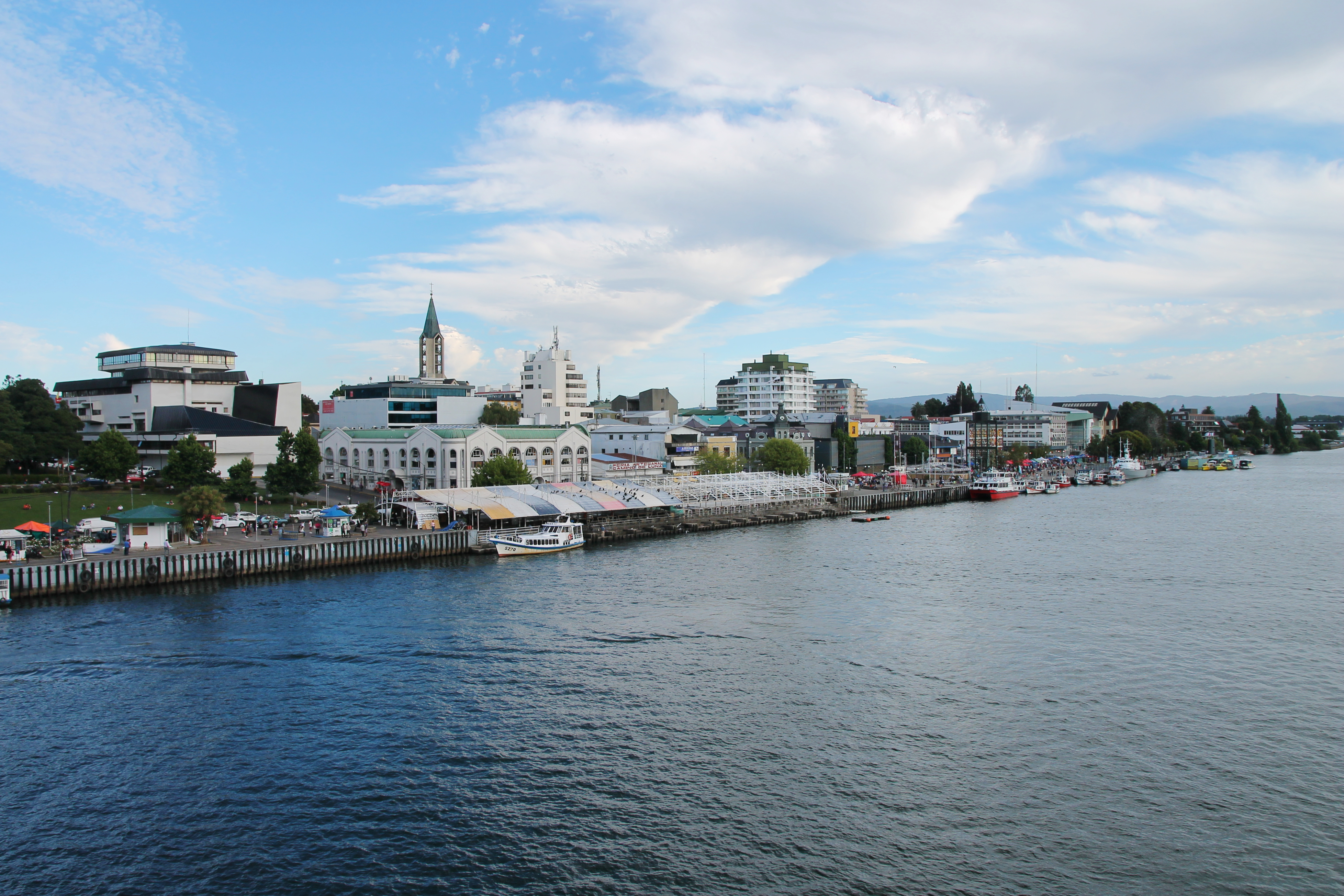
Valdivia
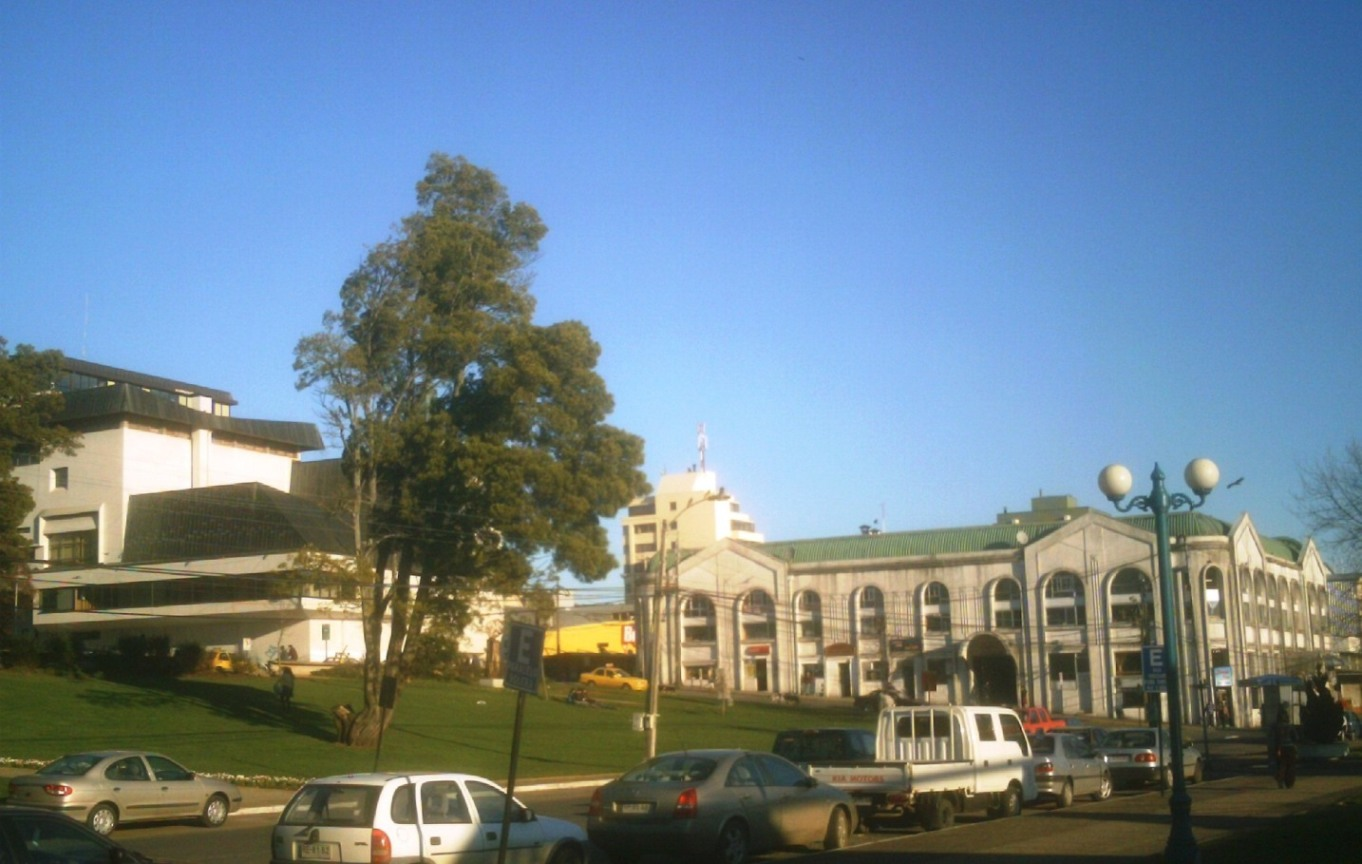
Markt
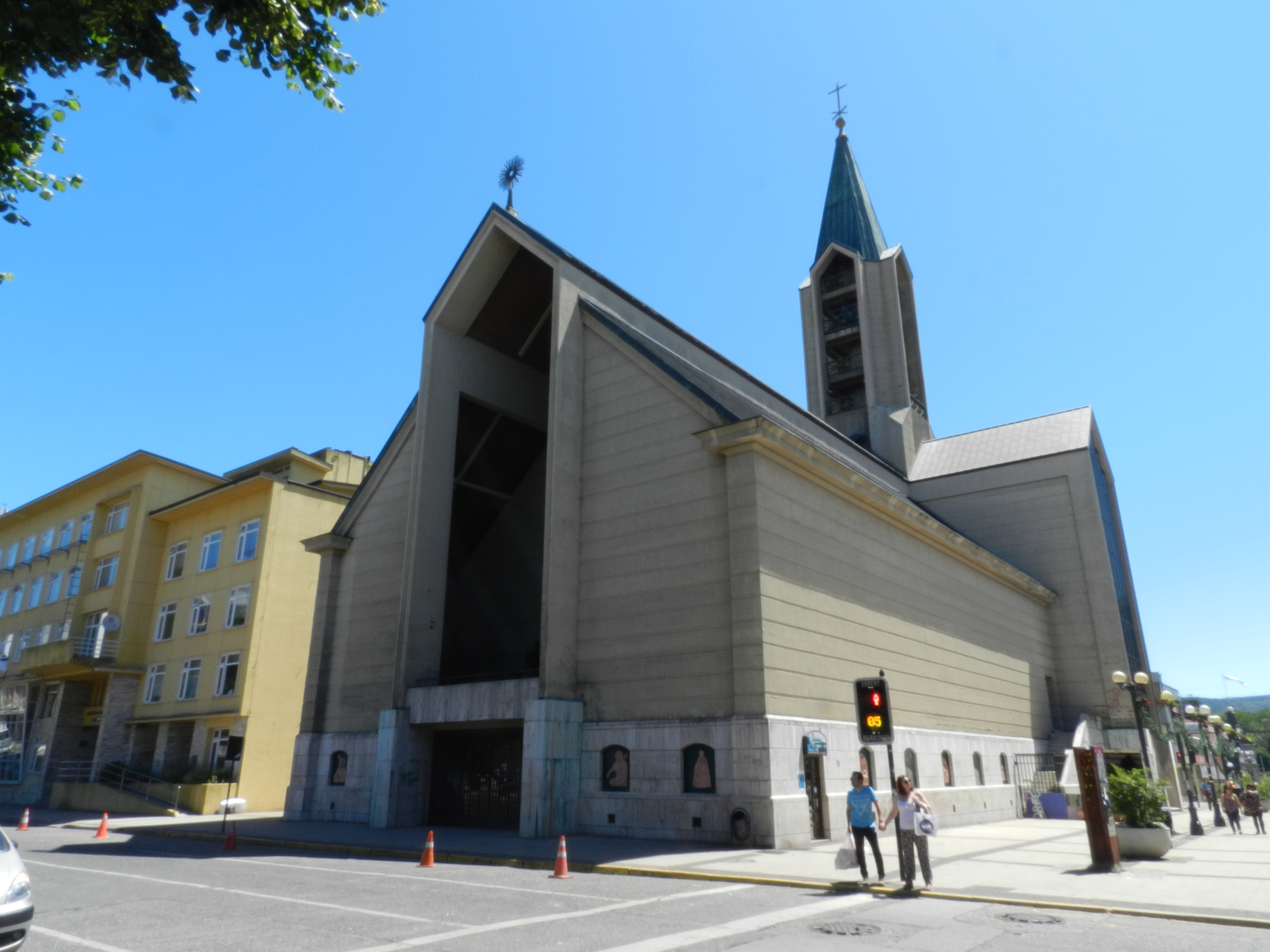
Katedraal
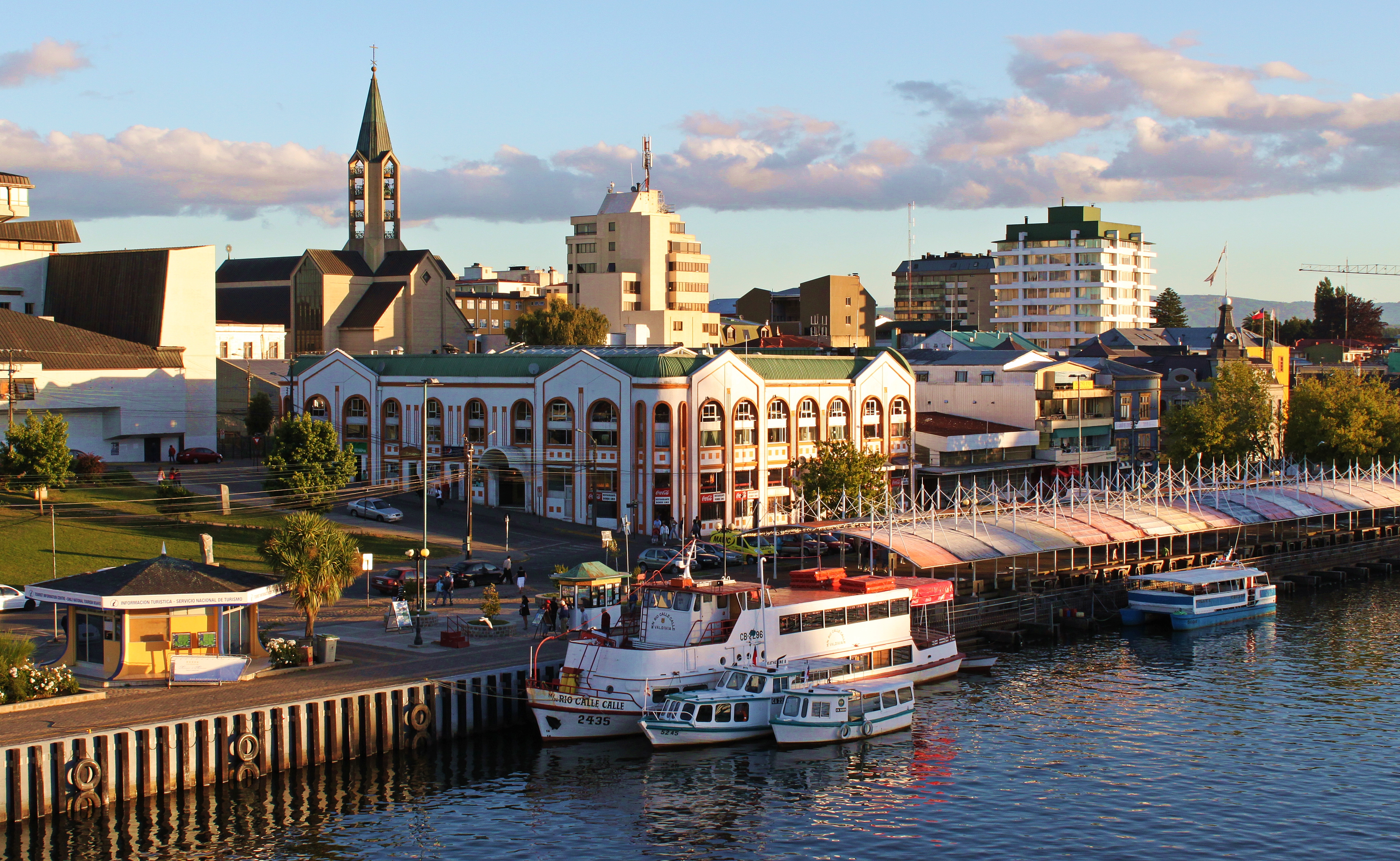

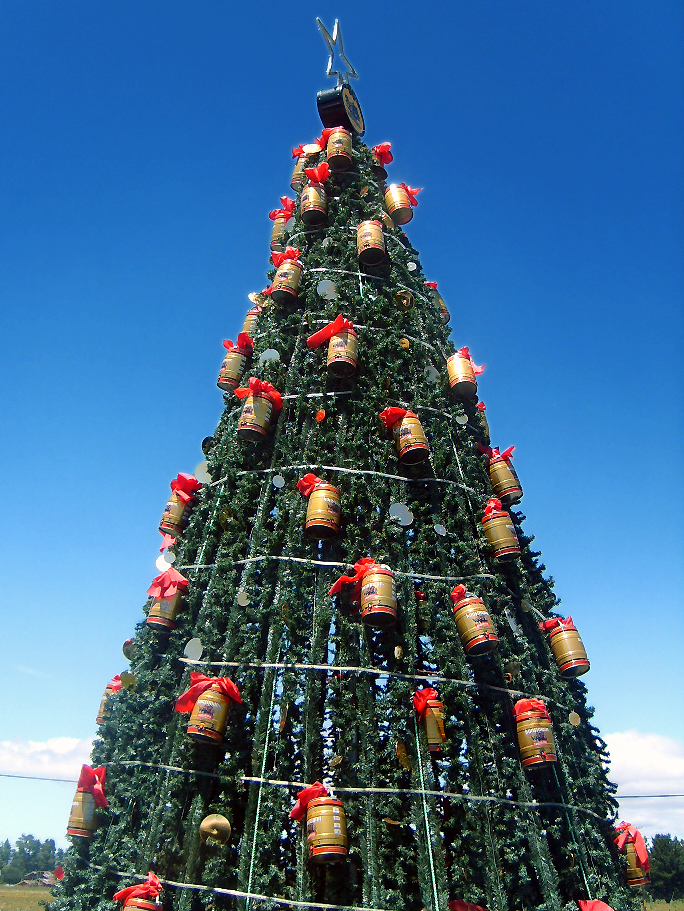
Kerstboom
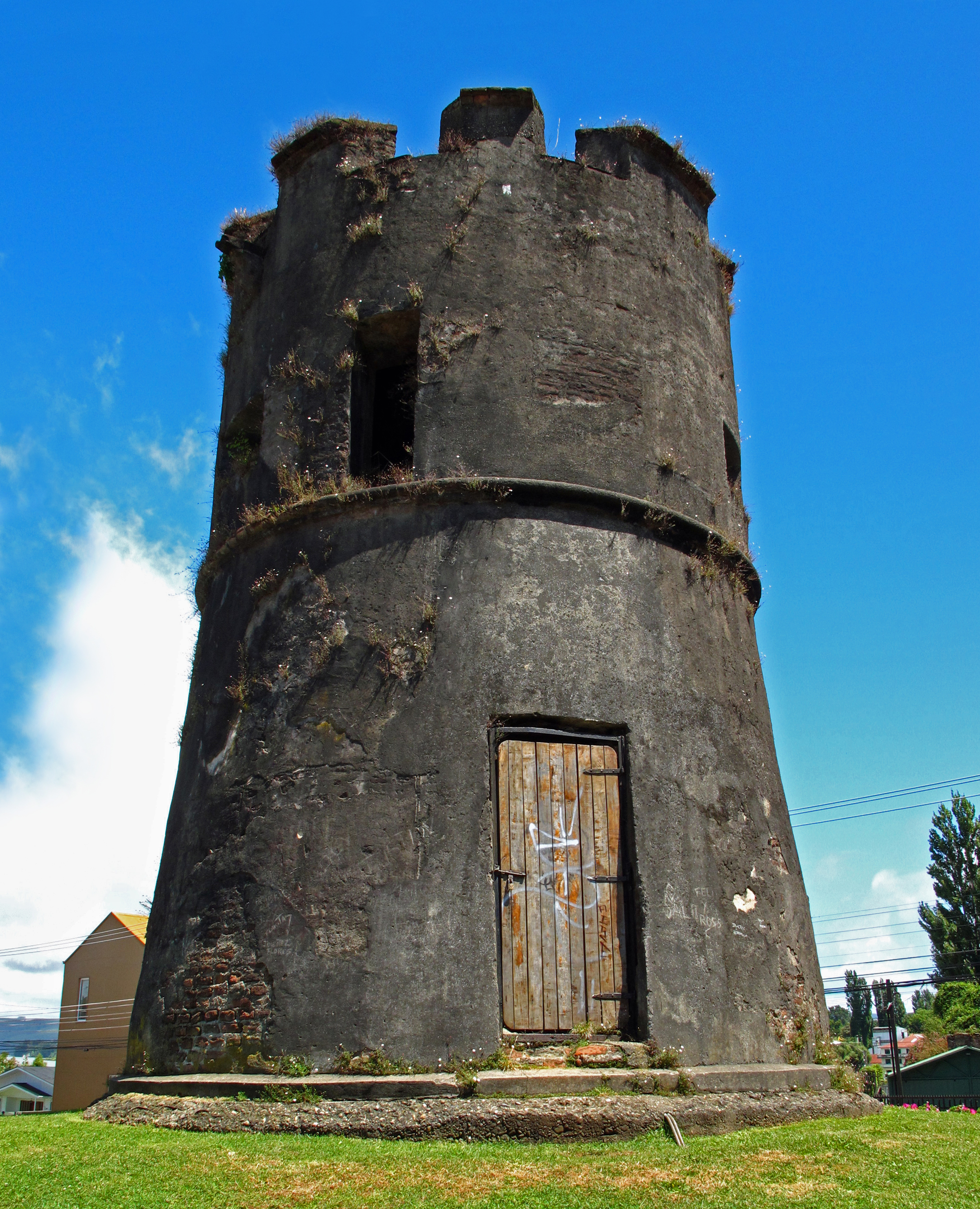
Torreón Los Canelos